# Amimishock
Amimishock es un grupo español de metal thrash alternativo, formado en la margen izquierda del Nervión (País Vasco) en 1999, por Keler Lorente (voz y guitarra), Bolo (batería), Eder (guitarra) y Arnaiz (bajo). 

## Trayectoria
En junio de 2001, la banda ganó el XIII Concurso Pop-Rock Villa de Bilbao en la sección de metal. Posteriormente formó parte de la discográfica madrileña Zero Records, viendo editado su primer álbum, Ciclo.h, en noviembre de 2002. Durante la gira de presentación del álbum, Amimishock compartió escenario con bandas internacionales como Soulfly, así como con otras bandas nacionales (Hamlet, Jousilouli, Koma, Kannon, Skunk D.F., Coilbox, Ktulu, Narco, etcétera). 
En mayo de 2003 el grupo presentó su directo en el Festimad, junto a grupos como Marilyn Manson, Deftones, o Audioslave. Paralelamente, Amimishock grabó el videoclip del tema «Neorevolución». En el verano de 2004, tras algunos cambios en su formación (Javilo a la batería y Oskar a la guitarra), graban su segundo álbum, Sistema (2004, Zero Records), el último hasta la fecha.